# Поузі (Каліфорнія)
Поузі (англ. Posey) — переписна місцевість (CDP) в США, в окрузі Туларе штату Каліфорнія. Населення — 23 особи (2020).

## Географія
Поузі розташоване за координатами 35°48′19″ пн. ш. 118°40′58″ зх. д. / 35.80528° пн. ш. 118.68278° зх. д. (35.805263, -118.682639).  За даними Бюро перепису населення США в 2010 році переписна місцевість мала площу 0,92 км², уся площа — суходіл.

## Демографія
Згідно з переписом 2010 року, у переписній місцевості мешкало 10 осіб у 5 домогосподарствах у складі 3 родин. Густота населення становила 11 особа/км².  Було 15 помешкань (16/км²).
Расовий склад населення:
| - 60,0 % — білих - 30,0 % — корінних американців |

До двох чи більше рас належало 10,0 %. Частка іспаномовних становила 30,0 % від усіх жителів.
За віковим діапазоном населення розподілялося таким чином: 0,0 % — особи молодші 18 років, 70,0 % — особи у віці 18—64 років, 30,0 % — особи у віці 65 років та старші. Медіана віку мешканця становила 52,0 року. На 100 осіб жіночої статі у переписній місцевості припадало 66,7 чоловіків;  на 100 жінок у віці від 18 років та старших — 66,7 чоловіків також старших 18 років.
Цивільне працевлаштоване населення становило 4 особи. Основні галузі зайнятості: науковці, спеціалісти, менеджери — 50,0 %, мистецтво, розваги та відпочинок — 50,0 %.